# 安陪恭加
安陪 恭加（あべ きょうか、1997年〈平成9年〉7月17日 - ）は、日本の歌手、女優、タレント、モデル。福岡県福岡市出身。女性アイドルグループ・HKT48の元研究生。リバティプロ株式会社所属。愛称は、あべっこりー。

## 略歴
2002年
- 5歳の時、福岡市の芸能事務所に所属、モデルとして活動を開始[1]。

2011年
- 7月10日、中学二年生の時、HKT48第1期生オーディションに合格。
- 10月23日、西武ドームで開催された『フライングゲット発売記念全国握手会イベント「AKB48祭り powered by AKB48 ネ申テレビ」』でHKT48メンバーとしてお披露目[2]。
- 11月26日、「手をつなぎながら」公演初日にバックダンサーとして劇場公演デビュー。

2012年
- 9月30日、「PARTYが始まるよ」HKT48研究生公演スタート[3]。

2013年
- 12月26日、HKT48を卒業する事が公式サイト[4][5]にて発表される。
- 12月30日、ひまわり組「パジャマドライブ」公演をもって劇場最終出演[6]。

2014年
- 2月23日、幕張メッセでの握手会をもって、卒業。
- 時期不明、オスカープロモーションと専属契約。
- 9月29日、オスカープロモーションと業務提携という形で、福岡市のモデル事務所、オフィスノアールに所属する。

2020年
- 6月30日、オフィスノアールを退所[7]し活動拠点を東京へ移す。
- 時期不明、オスカープロモーションも退所し、完全にフリーランスとなる。

2021年
- 3月15日、ソロデビューに向けてレコーディング開始。
- 6月17日、「恭加」としてファーストミニアルバム『Days』をリリースする事が、西日本スポーツ[8]により発表される。
- 7月17日、ファーストミニアルバム『Days』をリリース[9]。
- 10月21日、SunnyBank[注 1]にてコラム投稿[10]を開始。
- 11月28日、福岡市にて初のソロライブを行う。

2022年
- 5月5日、2度の延期を経て、ファーストミニアルバム『Days』のリリースライブを行う。

2023年
- 6月20日、芸名を「安陪 恭加」に戻し、既にジャスティスジャパンエンターテイメント所属となっている事を公表[11]。その後、自身のラジオ番組にて2月から所属していると公表。
- 10月19日、女優としては初の舞台「黒髭のボート」（主催：無情報）に出演する[12][13]。

2024年
- 5月19日、自身のラジオ番組にて、ジャスティスジャパンエンターテイメントを退所した事を公表[14]。詳細については、後日SNSにて公表するとの事。
- 5月24日、ジャスティスジャパンエンターテイメント退所を報告[15]。
- 8月17日、相須のん（湯上り茶の間）[16]とユニット「あべあいす」を結成し、TikTok動画を初投稿[17]。

2025年
- 2月1日、有料会員サイト「availovel♡」を開設[18]。

## 人物
5歳の時、福岡市を中心にモデルとして活動を開始。中学二年生の時HKT48第1期生オーディションに合格、アイドルとなる。
HKT48を卒業後は、九州を中心にファッションモデルやテレビタレントとして幅広く活動。2020年には拠点を東京に移し、生バンドを率いてライブを行うなどアーティストとして活動、女優としても活動している。
愛称のあべっこりーは、ブロッコリーの天ぷらが大好きな事に由来している。

## 出演

### ショーモデル
- 福岡アジアコレクション FACo（福岡国際センター）
  - 2016 SPRING-SUMMER（2016年3月20日）[19]
  - 2017 SPRING-SUMMER（2017年3月18日）[20]
  - 2018 SPRING-SUMMER（2018年3月25日）[21]
  - 2019 SPRING-SUMMER（2019年3月24日）
- TGC CAMPUS 2017 Spring Edition（2017年5月21日、西麻布alife）[22]
- 詩仙堂 智コレクション（2017年6月2日、佐賀玉屋本館）[23]
- 東レ スイムショー（2018年5月4日、岩田屋本店本館）[24][25]
- Wedding dress show 2018 in MARQUI'S（2018年7月29日、ザ・マーキーズホテル）[26][27][28]
- Thai Textile : A Touch of Thai（2019年8月25日、ホテルオークラ福岡）[29][30]

### ラジオ
- 恭加のきょうかしょ（2021年10月3日 - 継続中、FMからつ）パーソナリティ[31]
- DJ TAKA'SUPER MAGIC TALK[32]（2024年9月18日、レインボータウンFM）ゲスト出演[33]
- 火曜BEAST!!!!!!!! DJ TAKAのSMT大晦日SP[34]（2024年12月31日、レインボータウンFM）生歌ゲスト[35]
- DJ TAKA'SUPER MAGIC TALK[36][37][38]（2025年4月16日 - 継続中、レインボータウンFM）アシスタントMC（第3水曜日のみ）[39]
- ♯さえのわっふる（2025年6月5日 RKBラジオ）ゲスト出演[40]

### テレビバラエティ・情報番組
- キレ☆カワ女子部（2018年2月 - 2019年12月 TVQ九州放送）[41]

### テレビドラマ
- CLOSING 2[42]（2022年10月7日 - 11月11日、全6話、キャストウォッチ番組内 千葉テレビ）- 如月美月 役（主演）
  - スピンオフ「警部補 如月美月の日常」[43][44][45][46]（2022年9月5日 - 10月6日、全4話）
  - DVD クロージング（2023年4月15日 ING-227 アイエヌジー）[注 2]
- グレイトギフト（2024年1月18日 - 3月14日、テレビ朝日）- ラウンジ嬢 役
- 相棒 season23 第8話（2024年12月18日、テレビ朝日）- 山根日菜 役[47][48]
- 大追跡〜警視庁SSBC強行犯係〜 第1話（2025年7月9日、テレビ朝日）- ウグイス嬢 役[49]

### 舞台
- 黒髭のボート（2023年10月19日 - 10月22日 主催：無情報 築地本願寺ブディストホール） - サヴァンナ役
- アイドル（2023年12月15日 主催：サヨナラワールド BECKアキバ） - ゲスト出演
- いちかと華子～ばあちゃんの匂いと宝物～（2024年3月27日 - 3月31日 主催：東京カンカンブラザーズ ザ・ポケット） - 美優役
- 拝啓おふくろさんとDEVILちゃん（2025年6月25日 - 6月29日 主催：Uniiiqueエンターテインメント ぽんプラザホール） - 三橋紗英役

### Web動画
- 第18回年収オークション ラファエル[50]（2024年3月13日 ネクストレベル） - ゲスト出演

### 広告
- SHOWROOM（2017年7月19日 - 25日、西鉄福岡駅ソラリアステージ1F）[51]
- 株式会社エクソン（2022年6月 - 、Web広告）[52]
- STUNY（2023年5月21日 - 、アパレルモデル）[53][54]
- マイホーム先輩（2024年3月15日 - 、SNS広告）[55][56][57][58]

### 記事
- 美人カレンダー・日めくり人めくり（2015年10月16日 九州ビジネスチャンネル）[59]
- 美人カレンダー・日めくり人めくり（2016年10月18日 九州ビジネスチャンネル）[60]
- JJ（2018年1月号 光文社）インタビュー記事[61]

### ライブ
| 日程                                     | タイトル                                                           | 会場                                 | 備考 |
| ---------------------------------------- | ------------------------------------------------------------------ | ------------------------------------ | --- |
| 2021年8月28日                            | 田中菜津美＆植木南央生誕祭                                         | 品川グランパサージュ２               | 山本茉央と共にゲスト出演 |
| 2021年9月23日                            | アコースティックボイス2021                                         | 水上音楽堂                           | 出演：井上ともやす、いわさききょうこ、OKAJI、かるちん、 さとうもとき、旅瀬健、築秋雄、ChalChal、MINAMI、MILQJAM 、森田智子 、恭加(演奏：井上ともやす、川又トオル) |
| 2021年9月28日                            | 清水仁スペシャルライブ                                             | 神楽坂 SOCIAL CLUB                   | 出演：清水仁、園山光博、竹田元、小沢勝巳、恭加、川又トオル |
| 2021年10月14日                           | Merry＆Davidライブ                                                 |                                      | ゲスト出演 |
| 2021年11月27日                           | Otte Live And Radio SE3                                            | 唐津市民交流プラザ                   | 出演：choco、庭月野誠也、ゆったん、Shelju、あいゆ、Natyu、ASHOPE、恭加(演奏：川又トオル)、HSKRT／MC：桜乃花                                                       |
| 2021年11月28日                           | Kyoka Acoustic LIVE                                                | 福岡 TUPELO                          | 出演：恭加、川又トオル |
| 2021年12月28日、29日                     | 恭加LIVE ～ポテチ食べて忘れちゃえ！2021～                          | 福岡 SQUARE GARDEN                   | 出演：恭加、宇戸俊秀、川又トオル |
| 2022年3月19日                            | ここがZEPPだ!!                                                     | 福岡 Rooms                           | 出演：恭加、Mac清水、関雅夫、川又トオル、森保まどか |
| 2022年3月20日                            | 無料インストアライブ                                               | 福岡 ミュージックプラザ・インドウ    | 出演：恭加、川又トオル |
| 2022年3月21日                            | 2022 恭加LIVE in FUKUOKA ～恭加でやるか母でやるか～                | 福岡 SQUARE GARDEN                   | 出演：恭加、川又トオル |
| 2021年8月22日 2022年1月22日 2022年5月5日 | Kyoka Release Live さんどめのしょうじき                            | MZES TOKYO                           | 出演：恭加、川又トオル、宇戸俊秀、関雅夫、Mac清水、園山光博 |
| 2022年7月24日                            | 恭加 Birthday LIVE！                                               | MZES TOKYO                           | 出演：恭加、川又トオル、宇戸俊秀、井上ともやす、園山光博 |
| 2022年8月5日                             | 恭加 LIVE in 久留米                                                | 久留米 登龍門                        | 出演：恭加、川又トオル |
| 2022年8月6日                             | WE HOPEキャナルシティライブ                                        | キャナルシティ博多サンプラザステージ | 出演：ASHOPE、恭加、川又トオル |
| 2022年8月7日                             | 恭加 Birthday Live in FUKUOKA                                      | 福岡 SQUARE GARDEN                   | 出演：恭加、川又トオル |
| 2022年8月13日                            | 植木南央 NAO UEKI 25th Anniversary Party                           | 目黒 Kahoo                           | 冨吉明日香と共にゲスト出演 |
| 2022年9月13日                            | KYOKA AUTUMN LIVE ～放生会行きた過ぎてライブ入れちゃったよ！～     | 福岡 TUPELO                          | 出演：恭加、川又トオル |
| 2022年8月11日 2022年9月23日              | 2022年田中菜津美生誕祭                                             | KDX東新宿ビル HALL-B                 | 熊沢世莉奈、山本茉央と共にゲスト出演 |
| 2022年12月10日                           | 今度はすごいぞ！ロン毛祭り！ ～恭加と南央とロン毛～                | MZES TOKYO                           | 出演：恭加、植木南央、川又トオル、宇戸トシヒデ、丹菊正和、砂山淳一                                                                                                |
| 2022年12月30日                           | 年末ライブ in 福岡 ～今度は頼むぞなつみかん～                      | 福岡 SQUARE GARDEN                   | 出演：恭加、川又トオル、宇戸トシヒデ、田中菜津美 |
| 2023年7月30日                            | 佐野光洋 一期一笑 Live at BLUE MOOD Round6                         | 汐留 BLUE MOOD                       | 出演：佐野光洋、小野健児、奥田茂雄、黛拓朗、鈴木賢治、順いづみ、橋本躬佳、田島麻美 ゲスト：安陪恭加、なまこ                                                       |
| 2024年7月13日                            | 恭加 Birthday live 2024 ポテチ食べてたら1年半経っちゃった〜        | MZES TOKYO                           | 出演：安陪恭加、川又トオル、宇戸トシヒデ、カナミネケイタロウ、園山光博                                                                                            |
| 2024年10月12日                           | 2024 安陪恭加 ライブ in FUKUOKA 一藤さん御無沙汰してしまいました～ | 福岡 SQUARE GARDEN                   | 出演：安陪恭加、川又トオル |
| 2024年12月21日、22日                     | MUSIC OITA EXPO Vol.2                                              | 大分駅周辺                           | ゲスト出演（若草公園会場 21日のみ） |
| 2024年12月22日                           | 2024 恭加 Xmas live in FUKUOKA ～みんなでニンニククリスマス～      | 福岡 TUPELO                          | 出演：安陪恭加、川又トオル、宇戸トシヒデ |
| 2025年5月11日                            | 2025 恭加東京ライブ おじいたんいつまでも元気でいてね！             | MZES TOKYO                           | 出演：安陪恭加、川又トオル、宇戸トシヒデ、園山光博 |
| 2025年6月30日                            | 2025 恭加 live in FUKUOKA                                          | 福岡 TUPELO                          | 出演：安陪恭加、川又トオル |
| 2025年8月16日                            | 恭加 Birthday live 2025                                            | 汐留 BLUE MOOD                       | 出演：安陪恭加、川又トオル、森保まどか、園山光博、関雅夫、Mac清水                                                                                                 |

## ディスコグラフィ

### HKT48選抜としての参加曲

#### HKT48シングルCD
- 「スキ!スキ!スキップ!」に収録
  - 今がイチバン - うまくち姫名義
- 「メロンジュース」に収録
  - そこで何を考えるか?
  - 天文部の事情

#### AKB48シングルCD
- 「ギンガムチェック」に収録
  - あの日の風鈴 - ウェイティングガールズ名義

#### AKB48アルバムCD
- 「1830m」に収録
  - 青空よ 寂しくないか? - AKB48+SKE48+NMB48+HKT48名義

### ソロアーティストとして

#### アルバム未収録曲
- 夏の思い出～Stay home～[64]（2021年11月20日公開、作詞：恭加、作曲：川又トオル）
- 猫（2022年7月24日公開、作詞：恭加、作曲：川又トオル）
- 私（2022年7月24日公開、作詞：恭加、作曲：川又トオル）
- くりすますの歌（2022年12月10日公開、作詞：恭加、作曲：川又トオル）
- ２人だけのクリスマス（2022年12月10日公開、作詞：恭加、作曲：川又トオル）
- 食いしん坊（ゼロカロリー）（2024年7月13日公開、作詞：安陪恭加、作曲：川又トオル）[65]
- 羊雲[66]（2024年10月12日公開、作詞：安陪恭加、作曲：川又トオル）[67]
- だからね。（2025年5月11日公開、作詞：安陪恭加、作曲：川又トオル）

### イメージDVD
- Smile Beauty（2025年4月10日、ラインコミュニケーションズ）[68][69][70][71]